# Llista de topònims de Súria
Llista de topònims (noms propis de lloc) del municipi de Súria, al Bages
Informació actualitzada per un bot. Els canvis manuals es perdran quan s'actualitzi!

## assentament humà
| imatge | Nom                                | Ubicat a | instància de     | Detalls | coordenades | Protecció                                         | Commons (més fotos)                | Dades a WD                    |
| ------ | ---------------------------------- | -------- | ---------------- | ------- | --- | ------------------------------------------------- | ---------------------------------- | ----------------------------- |
|        | barri de la Colònia de Santa Maria | Súria    | assentament humà | 1918    | 41° 50′ 00″ N, 1° 45′ 16″ E / 41.833261°N,1.754554°E ca:Colònia de Santa Maria, Carretera a Castelladral 318 msnm | bé cultural d'interès local                       | Barri de la Colònia de Santa Maria | Modifica les dades a Wikidata |
|        | barri del Poble Vell               | Súria    | assentament humà |         | 41° 50′ 05″ N, 1° 45′ 06″ E / 41.834647°N,1.751652°E                                                              | bé cultural d'interès local bé d'interès cultural | Recinte del Poble Vell (Súria)     | Modifica les dades a Wikidata |

## barraca de vinya
| imatge | Nom                               | Ubicat a | instància de     | Detalls                     | coordenades                                                                              | Protecció                   | Commons (més fotos) | Dades a WD                    |
| ------ | --------------------------------- | -------- | ---------------- | --------------------------- | ---------------------------------------------------------------------------------------- | --------------------------- | ------------------- | ----------------------------- |
|        | Barraca Lladó                     | Súria    | barraca de vinya | Estil: arquitectura popular | 41° 48′ 38″ N, 1° 46′ 21″ E / 41.810527°N,1.772575°E                                     | bé cultural d'interès local |                     | Modifica les dades a Wikidata |
|        | barraca de l'Hort                 | Súria    | barraca de vinya | Estil: arquitectura popular | 41° 49′ 13″ N, 1° 46′ 45″ E / 41.8203466078426°N,1.77930235048299°E ca:Hort de les Comes | bé cultural d'interès local |                     | Modifica les dades a Wikidata |
|        | barraca de la vinya de Cal Cendra | Súria    | barraca de vinya |                             | 41° 48′ 59″ N, 1° 46′ 11″ E / 41.8165°N,1.76978°E ca:Vinya de Cal Cendra                 |                             |                     | Modifica les dades a Wikidata |
|        | barraca de la vinya del Codony    | Súria    | barraca de vinya | Estil: arquitectura popular | 41° 49′ 37″ N, 1° 46′ 43″ E / 41.826824°N,1.778699°E ca:A la Vinya del Codony            | bé cultural d'interès local |                     | Modifica les dades a Wikidata |
|        | barraca de la vinya del Lari      | Súria    | barraca de vinya | Estil: arquitectura popular | 41° 50′ 53″ N, 1° 45′ 08″ E / 41.847999°N,1.752164°E                                     | bé cultural d'interès local |                     | Modifica les dades a Wikidata |
|        | barraca del Camp Gran             | Súria    | barraca de vinya | Estil: arquitectura popular | 41° 51′ 26″ N, 1° 44′ 44″ E / 41.857338°N,1.745453°E ca:Camí rural al Camp Gran          | bé cultural d'interès local |                     | Modifica les dades a Wikidata |

## casa
| imatge | Nom                                         | Ubicat a | instància de | Detalls                                                                | coordenades                                                                                     | Protecció                   | Commons (més fotos)                         | Dades a WD                    |
| ------ | ------------------------------------------- | -------- | ------------ | ---------------------------------------------------------------------- | ----------------------------------------------------------------------------------------------- | --------------------------- | ------------------------------------------- | ----------------------------- |
|        | Can Planés                                  | Súria    | casa         | Estil: arquitectura popular                                            | 41° 51′ 26″ N, 1° 45′ 07″ E / 41.857282°N,1.751875°E                                            | bé cultural d'interès local |                                             | Modifica les dades a Wikidata |
|        | cal Quim                                    | Súria    | casa         | Estil: arquitectura gòtica 15th century                                | 41° 50′ 04″ N, 1° 45′ 04″ E / 41.834541°N,1.751089°E ca:C. Sant Climent, 19 320 msnm            | bé cultural d'interès local | Cal Quim (Súria)                            | Modifica les dades a Wikidata |
|        | cal Sanyes                                  | Súria    | casa         | Arquitecte: Jeroni Martorell i Terrats Estil: noucentisme 20th century | 41° 49′ 50″ N, 1° 45′ 09″ E / 41.830501°N,1.752368°E ca:Carrer de González Salesio, 31 278 msnm | bé cultural d'interès local | Cal Sanyes                                  | Modifica les dades a Wikidata |
|        | cal Taó                                     | Súria    | casa         | 17th century                                                           | 41° 50′ 04″ N, 1° 45′ 06″ E / 41.834381°N,1.751632°E ca:Plaça Major, 6 320 msnm                 | bé cultural d'interès local | Cal Taó                                     | Modifica les dades a Wikidata |
|        | can Cabo                                    | Súria    | casa         | 20th century                                                           | 41° 48′ 59″ N, 1° 45′ 43″ E / 41.816287°N,1.762033°E ca:Carretera C-1410, km 12,58 270 msnm     | bé cultural d'interès local | Can Cabo                                    | Modifica les dades a Wikidata |
|        | cases aparellades de la Colònia Santa Maria | Súria    | casa         | Estil: arquitectura popular 20th century                               | 41° 49′ 58″ N, 1° 45′ 17″ E / 41.832915°N,1.754738°E ca:Avinguda de les Moreres 315 msnm        | bé cultural d'interès local | Cases aparellades de la Colònia Santa Maria | Modifica les dades a Wikidata |
|        | el Campet                                   | Súria    | casa         | 20th century                                                           | 41° 49′ 46″ N, 1° 45′ 03″ E / 41.82931°N,1.750735°E ca:Carrer de Pius Macià, 40 277 msnm        | bé cultural d'interès local | El Campet                                   | Modifica les dades a Wikidata |
|        | xalet Director de Mines                     | Súria    | casa         | Arquitecte: Josep Firmat i Serramalera Estil: noucentisme 20th century | 41° 49′ 47″ N, 1° 45′ 15″ E / 41.829593°N,1.754096°E ca:Carretera de Manresa, 1-3 279 msnm      | bé cultural d'interès local | Xalet Director de Mines                     | Modifica les dades a Wikidata |

## edifici
| imatge | Nom                                   | Ubicat a | instància de | Detalls                                     | coordenades                                                                                                  | Protecció                   | Commons (més fotos)               | Dades a WD                    |
| ------ | ------------------------------------- | -------- | ------------ | ------------------------------------------- | --- | --------------------------- | --------------------------------- | ----------------------------- |
|        | Cal Jover                             | Súria    | edifici      |                                             | 41° 49′ 55″ N, 1° 44′ 28″ E / 41.831847°N,1.741086°E                                                         | bé cultural d'interès local |                                   | Modifica les dades a Wikidata |
|        | Forn de Gallifa                       | Súria    | edifici      | Estil: arquitectura popular                 | 41° 50′ 34″ N, 1° 47′ 35″ E / 41.842663°N,1.793027°E ca:Camí rural en terrenys del mas Bosc (Gallifa )       | bé cultural d'interès local |                                   | Modifica les dades a Wikidata |
|        | Hostal de Can Sivila                  | Súria    | edifici      |                                             | 41° 50′ 19″ N, 1° 44′ 21″ E / 41.838595°N,1.739276°E                                                         | bé cultural d'interès local |                                   | Modifica les dades a Wikidata |
|        | caserna de la colònia Santa Maria     | Súria    | edifici      | 20th century                                | 41° 50′ 02″ N, 1° 45′ 12″ E / 41.833883°N,1.753453°E ca:C. Mare de Déu del Pilar, 1-7 321 msnm               | bé cultural d'interès local | Caserna de la colònia Santa Maria | Modifica les dades a Wikidata |
|        | forn de Boadella                      | Súria    | edifici      |                                             | 41° 48′ 39″ N, 1° 46′ 16″ E / 41.81073°N,1.77124°E ca:Prop del camí del Torrent                              |                             |                                   | Modifica les dades a Wikidata |
|        | forn de la Costa del Forn de Cererols | Súria    | edifici      |                                             | 41° 48′ 47″ N, 1° 46′ 11″ E / 41.81313°N,1.76963°E ca:Costa del Forn                                         |                             |                                   | Modifica les dades a Wikidata |
|        | forn del torrent de Boadella          | Súria    | edifici      | 20th century                                | 41° 48′ 17″ N, 1° 45′ 56″ E / 41.80463°N,1.76566°E ca:Al torrent de Boadella, al costat de la costa del Forn |                             |                                   | Modifica les dades a Wikidata |
|        | fàbrica Abadal                        | Súria    | edifici      | 19th century                                | 41° 49′ 38″ N, 1° 44′ 58″ E / 41.827226°N,1.749316°E ca:Camí del Molí de Reguant 275 msnm                    | bé cultural d'interès local | Fàbrica Abadal                    | Modifica les dades a Wikidata |
|        | fàbrica Vella                         | Súria    | edifici      | 18th century                                | 41° 50′ 14″ N, 1° 44′ 53″ E / 41.837101°N,1.747968°E ca:Passeig del Riu 281 msnm                             | bé cultural d'interès local | Fàbrica Vella (Súria)             | Modifica les dades a Wikidata |
|        | pastisseria Azorin                    | Súria    | edifici      | Estil: arquitectura modernista 20th century | 41° 50′ 00″ N, 1° 45′ 03″ E / 41.833309°N,1.750856°E ca:Pl. Anselm Clavé, 1 280 msnm                         | bé cultural d'interès local | Pastisseria Azorin                | Modifica les dades a Wikidata |

## entitat singular de població
| imatge | Nom         | Ubicat a | instància de                                   | Detalls  | coordenades                                                | Protecció | Commons (més fotos) | Dades a WD                    |
| ------ | ----------- | -------- | ---------------------------------------------- | -------- | ---------------------------------------------------------- | --------- | ------------------- | ----------------------------- |
|        | Súria       | Súria    | entitat singular de població capital municipal | 6013 hab | 41° 50′ 00″ N, 1° 45′ 00″ E / 41.83333°N,1.75°E 290 msnm   |           |                     | Modifica les dades a Wikidata |
|        | el Fusteret | Súria    | entitat singular de població                   | 59 hab   | 41° 49′ 02″ N, 1° 45′ 41″ E / 41.8173°N,1.76129°E 300 msnm |           |                     | Modifica les dades a Wikidata |

## església
| imatge | Nom                                           | Ubicat a | instància de                 | Detalls                                   | coordenades                                                                  | Protecció                                  | Commons (més fotos)                           | Dades a WD                    |
| ------ | --------------------------------------------- | -------- | ---------------------------- | ----------------------------------------- | ---------------------------------------------------------------------------- | ------------------------------------------ | --------------------------------------------- | ----------------------------- |
|        | Sant Cristòfol de Súria                       | Súria    | església església parroquial | Estil: academicisme                       | 41° 49′ 55″ N, 1° 45′ 05″ E / 41.831959°N,1.751331°E                         | bé cultural d'interès local                | Sant Cristòfol de Súria                       | Modifica les dades a Wikidata |
|        | Sant Salvador Nou del Quer                    | Súria    | església                     | Estil: arquitectura popular               | 41° 50′ 51″ N, 1° 45′ 44″ E / 41.847534°N,1.762104°E                         | bé integrant del patrimoni cultural català | Sant Salvador Nou del Quer                    | Modifica les dades a Wikidata |
|        | Sant Salvador Vell del Quer                   | Súria    | església ermita              | Estil: arquitectura romànica              | 41° 50′ 50″ N, 1° 45′ 44″ E / 41.847251°N,1.762251°E                         | bé cultural d'interès local                | Sant Salvador Vell del Quer                   | Modifica les dades a Wikidata |
|        | Santa Bàrbara de Salipota                     | Súria    | església església parroquial |                                           | 41° 50′ 09″ N, 1° 44′ 53″ E / 41.8357980918363°N,1.74797265075398°E 303 msnm |                                            |                                               | Modifica les dades a Wikidata |
|        | Santa Maria de Cererols                       | Súria    | església                     | Estil: arquitectura romànica 10th century | 41° 49′ 08″ N, 1° 46′ 04″ E / 41.81879°N,1.767889°E ca:Veïnat de Cererols    | bé cultural d'interès local                | Santa Maria de Cererols                       | Modifica les dades a Wikidata |
|        | església de la Mare de Déu del Roser de Súria | Súria    | església                     |                                           | 41° 50′ 05″ N, 1° 45′ 06″ E / 41.834856°N,1.751706°E                         | bé cultural d'interès local                | Església de la Mare de Déu del Roser de Súria | Modifica les dades a Wikidata |

## granja
| imatge | Nom                | Ubicat a | instància de | Detalls | coordenades                                                         | Protecció | Commons (més fotos) | Dades a WD                    |
| ------ | ------------------ | -------- | ------------ | ------- | ------------------------------------------------------------------- | --------- | ------------------- | ----------------------------- |
|        | Granges de Vilella | Súria    | granja       |         | 41° 50′ 17″ N, 1° 46′ 08″ E / 41.8381852329015°N,1.7688343997079°E  |           |                     | Modifica les dades a Wikidata |
|        | Granja del Vinyals | Súria    | granja       |         | 41° 50′ 33″ N, 1° 46′ 12″ E / 41.8424475165832°N,1.76987284674831°E |           |                     | Modifica les dades a Wikidata |

## indret
| imatge | Nom                                                  | Ubicat a | instància de | Detalls                     | coordenades                                       | Protecció                   | Commons (més fotos) | Dades a WD                    |
| ------ | ---------------------------------------------------- | -------- | ------------ | --------------------------- | ------------------------------------------------- | --------------------------- | ------------------- | ----------------------------- |
|        | Camins empedrats de Cal Trist a la Bauma del Samuntà | Súria    | indret       | Estil: arquitectura popular |                                                   | bé cultural d'interès local |                     | Modifica les dades a Wikidata |
|        | Pla de Reguant                                       | Súria    | indret       | Superfície: 23.06ha         | 41° 49′ 20″ N, 1° 45′ 29″ E / 41.8222°N,1.75818°E |                             |                     | Modifica les dades a Wikidata |

## masia
| imatge | Nom                   | Ubicat a | instància de | Detalls                                  | coordenades | Protecció                                  | Commons (més fotos)   | Dades a WD                    |
| ------ | --------------------- | -------- | ------------ | ---------------------------------------- | --- | ------------------------------------------ | --------------------- | ----------------------------- |
|        | Barquets              | Súria    | masia        |                                          | 41° 51′ 31″ N, 1° 46′ 44″ E / 41.8586756932342°N,1.77898322572721°E ca:Camí a Solivella per Barquets, des de la carretera de Balsareny. |                                            |                       | Modifica les dades a Wikidata |
|        | Cal Boquetà           | Súria    | masia        |                                          | 41° 50′ 46″ N, 1° 45′ 35″ E / 41.8462367579596°N,1.75958570565844°E                                                                     |                                            |                       | Modifica les dades a Wikidata |
|        | Cal Cendra            | Súria    | masia        |                                          | 41° 50′ 21″ N, 1° 45′ 16″ E / 41.8390572720266°N,1.75448519493483°E                                                                     |                                            |                       | Modifica les dades a Wikidata |
|        | Cal Fàbrega           | Súria    | masia        | Estil: arquitectura popular 13rd century | 41° 49′ 09″ N, 1° 46′ 06″ E / 41.819157°N,1.768472°E ca:Veïnat de Cererols 389 msnm                                                     | bé cultural d'interès local                | Cal Fàbrega (Súria)   | Modifica les dades a Wikidata |
|        | Cal Gall              | Súria    | masia        |                                          | 41° 48′ 20″ N, 1° 45′ 47″ E / 41.8056817104966°N,1.76312504898192°E                                                                     |                                            |                       | Modifica les dades a Wikidata |
|        | Cal Manyetes          | Súria    | masia        |                                          | 41° 50′ 44″ N, 1° 45′ 44″ E / 41.8454549118686°N,1.76225077747958°E                                                                     |                                            |                       | Modifica les dades a Wikidata |
|        | Cal Masover           | Súria    | masia        |                                          | 41° 49′ 28″ N, 1° 46′ 46″ E / 41.8243913429021°N,1.7793700113981°E                                                                      |                                            |                       | Modifica les dades a Wikidata |
|        | Cal Palitroques       | Súria    | masia        | 19th century                             | 41° 51′ 10″ N, 1° 45′ 59″ E / 41.8526971788023°N,1.76652022386218°E ca:Ctra. de Súria a Castelladral                                    |                                            |                       | Modifica les dades a Wikidata |
|        | Cal Rei               | Súria    | masia        |                                          | 41° 51′ 28″ N, 1° 45′ 08″ E / 41.8577842851604°N,1.75219422023159°E ca:Camí rural a les cases del Samontà                               |                                            |                       | Modifica les dades a Wikidata |
|        | Cal Sa                | Súria    | masia        |                                          | 41° 48′ 19″ N, 1° 45′ 47″ E / 41.8053195714856°N,1.76295144837696°E                                                                     |                                            |                       | Modifica les dades a Wikidata |
|        | Cal Sabri             | Súria    | masia        |                                          | 41° 50′ 29″ N, 1° 45′ 26″ E / 41.8414030713793°N,1.75735447869163°E                                                                     |                                            |                       | Modifica les dades a Wikidata |
|        | Cal Trist             | Súria    | masia        |                                          | 41° 50′ 24″ N, 1° 44′ 52″ E / 41.839931149057°N,1.74788003345405°E                                                                      |                                            |                       | Modifica les dades a Wikidata |
|        | Can Sivila de la Roca | Súria    | masia        |                                          | 41° 50′ 18″ N, 1° 44′ 17″ E / 41.838324°N,1.738163°E                                                                                    | bé cultural d'interès local                |                       | Modifica les dades a Wikidata |
|        | Costafreda            | Súria    | masia        | Estil: arquitectura gòtica 18th century  | 41° 49′ 21″ N, 1° 44′ 36″ E / 41.82254°N,1.743339°E ca:Serra de Costafreda 440 msnm                                                     | bé cultural d'interès local                | Costafreda (Súria)    | Modifica les dades a Wikidata |
|        | Garges                | Súria    | masia        | 19th century                             | 41° 50′ 41″ N, 1° 46′ 54″ E / 41.844803°N,1.781652°E ca:A la part oriental de la carretera BP-4313, km 54,5 375 msnm                    | bé cultural d'interès local                | Garges (Súria)        | Modifica les dades a Wikidata |
|        | Mas Pujol             | Súria    | masia        |                                          | 41° 49′ 24″ N, 1° 44′ 45″ E / 41.8234073390812°N,1.74572158318056°E ca:Camí rural al mas Pujol                                          |                                            |                       | Modifica les dades a Wikidata |
|        | Masia de la Closa     | Súria    | masia        | Estil: arquitectura popular              | 41° 49′ 33″ N, 1° 47′ 08″ E / 41.825888°N,1.785671°E                                                                                    | bé cultural d'interès local                |                       | Modifica les dades a Wikidata |
|        | Reguant               | Súria    | masia        | 17th century                             | 41° 49′ 27″ N, 1° 45′ 00″ E / 41.824136°N,1.750099°E ca:Ctra. C-55, km 46,5 286 msnm                                                    | bé cultural d'interès local                | Reguant (Súria)       | Modifica les dades a Wikidata |
|        | Tordell               | Súria    | masia        | 17th century                             | 41° 49′ 37″ N, 1° 45′ 21″ E / 41.827007°N,1.755703°E ca:Ctra. de Manresa, 42 277 msnm                                                   | bé cultural d'interès local                | Tordell               | Modifica les dades a Wikidata |
|        | Torre Blanca          | Súria    | masia        | 20th century                             | 41° 50′ 18″ N, 1° 46′ 02″ E / 41.838436°N,1.767345°E ca:Carretera BP-4313, km 56,3 315 msnm                                             | bé cultural d'interès local                | Torre Blanca (Súria)  | Modifica les dades a Wikidata |
|        | Torroella             | Súria    | masia        | 19th century                             | 41° 50′ 54″ N, 1° 46′ 52″ E / 41.848427°N,1.781102°E ca:Carretera BP-4313, km 54,5 359 msnm                                             | bé cultural d'interès local                | Mas Torroella         | Modifica les dades a Wikidata |
|        | Vallflorida           | Súria    | masia        |                                          | 41° 49′ 51″ N, 1° 45′ 27″ E / 41.8307674867225°N,1.75747592849954°E                                                                     |                                            |                       | Modifica les dades a Wikidata |
|        | ca la Xica Xacó       | Súria    | masia        | 20th century                             | 41° 50′ 22″ N, 1° 46′ 15″ E / 41.839541°N,1.7708°E ca:Carretera BP-4313, km 56,1 318 msnm                                               | bé cultural d'interès local                | Ca la Xica Xacó       | Modifica les dades a Wikidata |
|        | cal Belga             | Súria    | masia        | 19th century                             | 41° 50′ 38″ N, 1° 45′ 19″ E / 41.843891°N,1.7554°E ca:A la zona més occidental de la Vallseca 372 msnm                                  | bé cultural d'interès local                | Cal Belga             | Modifica les dades a Wikidata |
|        | cal Cebrià            | Súria    | masia        | Estil: arquitectura popular              | 41° 50′ 36″ N, 1° 45′ 30″ E / 41.843402°N,1.758433°E ca:A la zona de Vallseca 400 msnm                                                  | bé cultural d'interès local                | Cal Cebrià (Súria)    | Modifica les dades a Wikidata |
|        | cal Gaudó             | Súria    | masia        | 18th century                             | 41° 50′ 45″ N, 1° 45′ 44″ E / 41.84581°N,1.762132°E ca:Ctra. B-423, km 2,2 416 msnm                                                     | bé cultural d'interès local                | Cal Gaudó             | Modifica les dades a Wikidata |
|        | cal Lladó Vell        | Súria    | masia        | 14th century                             | 41° 49′ 07″ N, 1° 46′ 06″ E / 41.818617°N,1.768223°E ca:Nucli de Cererols 384 msnm                                                      | bé cultural d'interès local                | Cal Lladó Vell        | Modifica les dades a Wikidata |
|        | cal Lledó Nou         | Súria    | masia        | Estil: arquitectura popular              | 41° 49′ 06″ N, 1° 46′ 05″ E / 41.818297°N,1.768055°E ca:veïnat de Cererols 384 msnm                                                     | bé cultural d'interès local                | Cal Lledó Nou         | Modifica les dades a Wikidata |
|        | cal Moreno            | Súria    | masia        | Estil: arquitectura popular 19th century | 41° 50′ 32″ N, 1° 45′ 17″ E / 41.84212°N,1.754832°E ca:A la zona de Vallseca 364 msnm                                                   | bé cultural d'interès local                | Cal Moreno (Súria)    | Modifica les dades a Wikidata |
|        | cal Riera de Cererols | Súria    | masia        | Estil: arquitectura popular              | 41° 49′ 13″ N, 1° 46′ 10″ E / 41.820238°N,1.769402°E ca:Veïnat de Cererols 379 msnm                                                     | bé integrant del patrimoni cultural català | Cal Riera de Cererols | Modifica les dades a Wikidata |
|        | cal Siló              | Súria    | masia        |                                          | 41° 50′ 40″ N, 1° 45′ 39″ E / 41.844373°N,1.76075°E ca:Ctra. B-423, km 2 404 msnm                                                       | bé cultural d'interès local                | Cal Siló              | Modifica les dades a Wikidata |
|        | cal Sorribes          | Súria    | masia        | 19th century                             | 41° 50′ 32″ N, 1° 45′ 28″ E / 41.842295°N,1.757659°E ca:A la zona de Vallseca 375 msnm                                                  | bé cultural d'interès local                | Cal Sorribes (Súria)  | Modifica les dades a Wikidata |
|        | cal Virat             | Súria    | masia        | Estil: arquitectura popular 19th century | 41° 50′ 29″ N, 1° 45′ 16″ E / 41.841352°N,1.75457°E ca:Zona de les Mines de Potassa 360 msnm                                            | bé cultural d'interès local                | Cal Virat             | Modifica les dades a Wikidata |
|        | can Torres            | Súria    | masia        | 17th century                             | 41° 48′ 43″ N, 1° 45′ 07″ E / 41.811835°N,1.751903°E ca:Pla del Torres, a ponent del nucli de Súria                                     | bé cultural d'interès local                | Can Torres (Súria)    | Modifica les dades a Wikidata |
|        | el Casalot            | Súria    | masia        |                                          | 41° 49′ 20″ N, 1° 45′ 55″ E / 41.8221510077171°N,1.76526445909361°E                                                                     |                                            |                       | Modifica les dades a Wikidata |
|        | el Cortès del Pi      | Súria    | masia        | 18th century                             | 41° 51′ 37″ N, 1° 45′ 46″ E / 41.860174°N,1.762747°E ca:Ctra. B-423, km 4,1 470 msnm                                                    | bé cultural d'interès local                | El Cortès del Pi      | Modifica les dades a Wikidata |
|        | el Muntet             | Súria    | masia        |                                          | 41° 51′ 02″ N, 1° 46′ 11″ E / 41.8506327770631°N,1.7697039697708°E                                                                      |                                            |                       | Modifica les dades a Wikidata |
|        | el Quer               | Súria    | masia        | 18th century                             | 41° 51′ 03″ N, 1° 45′ 24″ E / 41.850905°N,1.756794°E ca:Al sud del Samuntà 379 msnm                                                     | bé cultural d'interès local                | El Quer (Súria)       | Modifica les dades a Wikidata |
|        | la Mesquita           | Súria    | masia        | 19th century                             | 41° 50′ 50″ N, 1° 46′ 31″ E / 41.847322°N,1.775413°E ca:Carretera BP-4313, km 54,9 398 msnm                                             | bé cultural d'interès local                | La Mesquita (Súria)   | Modifica les dades a Wikidata |
|        | les Cases Noves       | Súria    | masia        | 19th century                             | 41° 49′ 53″ N, 1° 45′ 34″ E / 41.831271°N,1.759341°E ca:Camí Rural a les Cases Noves, Vallflorida 280 msnm                              | bé cultural d'interès local                | Les Cases Noves       | Modifica les dades a Wikidata |
|        | les Comes             | Súria    | masia        | Estil: arquitectura popular 10th century | 41° 49′ 27″ N, 1° 46′ 49″ E / 41.824281°N,1.780234°E ca:Veïnat de Cererols 387 msnm                                                     | bé cultural d'interès local                | Les Comes (Súria)     | Modifica les dades a Wikidata |
|        | les Reixes            | Súria    | masia        |                                          | 41° 49′ 26″ N, 1° 46′ 47″ E / 41.8238803666262°N,1.77959646070593°E                                                                     |                                            |                       | Modifica les dades a Wikidata |
|        | mas Salipota          | Súria    | masia        | 13rd century                             | 41° 50′ 07″ N, 1° 44′ 47″ E / 41.835151°N,1.746298°E ca:Carrer Mas Salipota 310 msnm                                                    | bé cultural d'interès local                | Mas Salipota          | Modifica les dades a Wikidata |
|        | mas Vilella           | Súria    | masia        | 20th century                             | 41° 50′ 13″ N, 1° 46′ 06″ E / 41.836997°N,1.768444°E ca:Carretera BP-4313, km 56,5 302 msnm                                             | bé cultural d'interès local                | Mas Vilella (Súria)   | Modifica les dades a Wikidata |

## muntanya
| imatge | Nom                  | Ubicat a     | instància de | Detalls | coordenades                                                  | Protecció | Commons (més fotos) | Dades a WD                    |
| ------ | -------------------- | ------------ | ------------ | ------- | ------------------------------------------------------------ | --------- | ------------------- | ----------------------------- |
|        | Puig-alter           | Callús Súria | muntanya     |         | 41° 48′ 50″ N, 1° 47′ 08″ E / 41.81393°N,1.785542°E 522 msnm |           | Puig-alter          | Modifica les dades a Wikidata |
|        | Turó del Pi de Malla | Navàs Súria  | muntanya     |         | 41° 51′ 50″ N, 1° 46′ 18″ E / 41.8639°N,1.77174°E 512.7 msnm |           |                     | Modifica les dades a Wikidata |
|        | el Muntet            | Súria        | muntanya     |         | 41° 51′ 10″ N, 1° 46′ 31″ E / 41.8527°N,1.77522°E 506.3 msnm |           |                     | Modifica les dades a Wikidata |

## nucli de població
| imatge | Nom               | Ubicat a | instància de      | Detalls                                  | coordenades | Protecció                                  | Commons (més fotos)       | Dades a WD                    |
| ------ | ----------------- | -------- | ----------------- | ---------------------------------------- | --- | ------------------------------------------ | ------------------------- | ----------------------------- |
|        | Cal Trist         | Súria    | nucli de població |                                          | 41° 50′ 25″ N, 1° 44′ 34″ E / 41.840203822217°N,1.7426441602445°E                                               |                                            |                           | Modifica les dades a Wikidata |
|        | Cererols          | Súria    | nucli de població | Estil: arquitectura popular              | 41° 49′ 07″ N, 1° 46′ 05″ E / 41.81861111°N,1.76805556°E ca:Camí rural a Cererols 389 msnm                      | bé cultural d'interès local                | Nucli de Cererols (Súria) | Modifica les dades a Wikidata |
|        | barri de Salipota | Súria    | nucli de població | 20th century                             | 41° 50′ 07″ N, 1° 44′ 46″ E / 41.835163°N,1.746114°E ca:Carrer Sant Mateu de Bages 304 msnm                     | bé integrant del patrimoni cultural català | Barri de Salipota         | Modifica les dades a Wikidata |
|        | el Samuntà        | Súria    | nucli de població | Estil: arquitectura popular 18th century | 41° 51′ 26″ N, 1° 45′ 09″ E / 41.857234°N,1.752394°E ca:Sobre un pujolet proper al Bosc de Cal Mariano 438 msnm | bé cultural d'interès local                | El Samuntà                | Modifica les dades a Wikidata |
|        | el Torrent Fondo  | Súria    | nucli de població |                                          | 41° 50′ 40″ N, 1° 46′ 27″ E / 41.8444928185135°N,1.77415786719624°E                                             |                                            |                           | Modifica les dades a Wikidata |

## polígon industrial
| imatge | Nom                              | Ubicat a | instància de       | Detalls | coordenades                                                         | Protecció | Commons (més fotos) | Dades a WD                    |
| ------ | -------------------------------- | -------- | ------------------ | ------- | ------------------------------------------------------------------- | --------- | ------------------- | ----------------------------- |
|        | Polígon industrial Abadal        | Súria    | polígon industrial |         | 41° 49′ 34″ N, 1° 45′ 00″ E / 41.8262468592388°N,1.75007341523649°E |           |                     | Modifica les dades a Wikidata |
|        | Polígon industrial Cal Jover     | Súria    | polígon industrial |         | 41° 49′ 59″ N, 1° 44′ 26″ E / 41.8329967643948°N,1.74053653014093°E |           |                     | Modifica les dades a Wikidata |
|        | Polígon industrial Els Joncarets | Súria    | polígon industrial |         | 41° 50′ 04″ N, 1° 45′ 42″ E / 41.8344591734802°N,1.76154739563367°E |           |                     | Modifica les dades a Wikidata |
|        | Zona Minera de Súria             | Súria    | polígon industrial |         | 41° 49′ 37″ N, 1° 45′ 41″ E / 41.8268301384434°N,1.76151383084635°E |           |                     | Modifica les dades a Wikidata |

## pont
| imatge | Nom                          | Ubicat a | instància de | Detalls                       | coordenades                                                              | Protecció | Commons (més fotos) | Dades a WD                    |
| ------ | ---------------------------- | -------- | ------------ | ----------------------------- | ------------------------------------------------------------------------ | --------- | ------------------- | ----------------------------- |
|        | Palanca de la Fàbrica Vella  | Súria    | pont         | Travessa: Cardener            | 41° 50′ 13″ N, 1° 44′ 54″ E / 41.8369289380502°N,1.74843235489197°E      |           |                     | Modifica les dades a Wikidata |
|        | Pont Alt                     | Súria    | pont         | Estat: parcialment destruït   | 41° 50′ 33″ N, 1° 46′ 18″ E / 41.8423954559127°N,1.77174077848439°E      |           |                     | Modifica les dades a Wikidata |
|        | Pont de Barquets             | Súria    | pont         | Hi passa: BP-4313             | 41° 51′ 18″ N, 1° 46′ 56″ E / 41.8548916577569°N,1.78225973612367°E      |           |                     | Modifica les dades a Wikidata |
|        | Pont de Reguant              | Súria    | pont         | Travessa: Cardener            | 41° 49′ 27″ N, 1° 45′ 06″ E / 41.824084066501°N,1.75162064852104°E       |           |                     | Modifica les dades a Wikidata |
|        | Pont de Salipota             | Súria    | pont         | Travessa: Cardener            | 41° 49′ 59″ N, 1° 44′ 59″ E / 41.8330803147415°N,1.74983207097102°E      |           |                     | Modifica les dades a Wikidata |
|        | Pont de la Pobla             | Súria    | pont         | Travessa: Cardener            | 41° 48′ 48″ N, 1° 45′ 45″ E / 41.8134392356431°N,1.7625423783152°E       |           |                     | Modifica les dades a Wikidata |
|        | Pont ferroviari de Fusteret  | Súria    | pont         | 19th century Estat: bon estat | 41° 49′ 05″ N, 1° 45′ 43″ E / 41.81813°N,1.76199°E ca:Veïnat de Fusteret |           |                     | Modifica les dades a Wikidata |
|        | pont de la riera del Tordell | Súria    | pont         |                               | 41° 49′ 37″ N, 1° 45′ 25″ E / 41.826949°N,1.756836°E                     |           |                     | Modifica les dades a Wikidata |

## serra
| imatge | Nom                         | Ubicat a                  | instància de                                        | Detalls                       | coordenades                                                         | Protecció | Commons (més fotos)    | Dades a WD                    |
| ------ | --------------------------- | ------------------------- | --------------------------------------------------- | ----------------------------- | ------------------------------------------------------------------- | --------- | ---------------------- | ----------------------------- |
|        | Serra de Castelltallat      | Sant Mateu de Bages Súria | serra àrea protegida Pla d'Espais d'Interès Natural | 1992 Superfície: 4978.31975ha | 41° 48′ 19″ N, 1° 39′ 35″ E / 41.805201°N,1.659856°E 938 msnm       |           | Serra de Castelltallat | Modifica les dades a Wikidata |
|        | Serra de la Sala            | Sant Mateu de Bages Súria | serra                                               |                               | 41° 49′ 24″ N, 1° 43′ 32″ E / 41.82326944°N,1.72545278°E 697 msnm   |           |                        | Modifica les dades a Wikidata |
|        | serra de Costafreda         | Súria                     | serra                                               |                               | 41° 49′ 10″ N, 1° 44′ 46″ E / 41.81938667°N,1.74600278°E 603.2 msnm |           |                        | Modifica les dades a Wikidata |
|        | serra de Puig-de-sants      | Súria                     | serra                                               |                               | 41° 49′ 45″ N, 1° 46′ 23″ E / 41.82921389°N,1.77298056°E 6135 msnm  |           |                        | Modifica les dades a Wikidata |
|        | serrat del Portell del Llop | Castellnou de Bages Súria | serra                                               |                               | 41° 50′ 15″ N, 1° 47′ 31″ E / 41.83758056°N,1.79195556°E 613.5 msnm |           |                        | Modifica les dades a Wikidata |

## torre de sentinella
| imatge | Nom                | Ubicat a | instància de        | Detalls                      | coordenades                                                 | Protecció                                            | Commons (més fotos)           | Dades a WD                    |
| ------ | ------------------ | -------- | ------------------- | ---------------------------- | ----------------------------------------------------------- | ---------------------------------------------------- | ----------------------------- | ----------------------------- |
|        | Torre de Salipota  | Súria    | torre de sentinella |                              | 41° 49′ 55″ N, 1° 44′ 42″ E / 41.83198°N,1.74492°E 404 msnm | bé d'interès cultural bé cultural d'interès nacional | La Torre de Salipota          | Modifica les dades a Wikidata |
|        | Torre del Fusteret | Súria    | torre de sentinella | Estil: arquitectura romànica | 41° 48′ 52″ N, 1° 45′ 42″ E / 41.814346°N,1.761714°E        | bé cultural d'interès local                          | La Torre del Fusteret (Súria) | Modifica les dades a Wikidata |

## Misc
| imatge | Nom                                         | Ubicat a       | instància de                                            | Detalls                                                                       | coordenades                                                                                                 | Protecció                                            | Commons (més fotos)                         | Dades a WD                    |
| ------ | ------------------------------------------- | -------------- | ------------------------------------------------------- | ----------------------------------------------------------------------------- | --- | ---------------------------------------------------- | ------------------------------------------- | ----------------------------- |
|        | Ajuntament i Escoles de Súria               | Súria          | casa consistorial                                       | Arquitecte: Jeroni Martorell i Terrats Estil: noucentisme                     | 41° 49′ 52″ N, 1° 45′ 15″ E / 41.831052°N,1.754034°E                                                        | bé cultural d'interès local                          | Ajuntament i Escoles de Súria               | Modifica les dades a Wikidata |
|        | Cardener                                    | Solsonès Bages | curs d'aigua                                            | Desemboca: Llobregat Llarg: 87km Conca: 1374km²                               | 42° 10′ 54″ N, 1° 34′ 44″ E / 42.181581°N,1.578805°E 41° 40′ 47″ N, 1° 51′ 10″ E / 41.679718°N,1.852642°E   |                                                      | Cardener River                              | Modifica les dades a Wikidata |
|        | Estació de Súria                            | Súria          | estació de ferrocarril estació de mercaderies           | 1924                                                                          | 41° 49′ 19″ N, 1° 45′ 43″ E / 41.82186111111111°N,1.7618333333333334°E                                      |                                                      |                                             | Modifica les dades a Wikidata |
|        | Necròpolis de Cal Banyes                    | Súria          | necròpolis                                              |                                                                               | 41° 50′ 51″ N, 1° 44′ 37″ E / 41.847474°N,1.743589°E                                                        | bé integrant del patrimoni cultural català           |                                             | Modifica les dades a Wikidata |
|        | Polígon industrial la Pobla                 | Súria          | nucli d'entitat singular de població polígon industrial | 0 hab                                                                         | 41° 48′ 54″ N, 1° 45′ 36″ E / 41.81486124°N,1.759911643°E 300 msnm                                          |                                                      |                                             | Modifica les dades a Wikidata |
|        | castell de Súria                            | Súria          | castell                                                 |                                                                               | 41° 50′ 06″ N, 1° 45′ 06″ E / 41.835°N,1.75167°E ca:C/ Major, s/n                                           | bé d'interès cultural bé cultural d'interès nacional | Castell de Súria                            | Modifica les dades a Wikidata |
|        | creu del Noi Viudu                          | Súria          | monument                                                | 1909                                                                          | 41° 50′ 15″ N, 1° 45′ 05″ E / 41.837381°N,1.751419°E ca:Carrer Roser - ctra. Cementiri 339 msnm             | bé integrant del patrimoni cultural català           | Creu del Noi Viudu                          | Modifica les dades a Wikidata |
|        | creu del Rosselló                           | Súria          | creu de terme                                           | 17th century                                                                  | 41° 49′ 02″ N, 1° 45′ 33″ E / 41.81728°N,1.759032°E ca:Al peu del camí Ral, entre Antius i Reguant 296 msnm | bé integrant del patrimoni cultural català           | Creu del Rosselló                           | Modifica les dades a Wikidata |
|        | façana del riu del barri de Sant Jaume      | Súria          | carrer                                                  | Estil: arquitectura popular 18th century                                      | 41° 50′ 08″ N, 1° 45′ 01″ E / 41.835434°N,1.750385°E ca:C. Àngel Guimerà, 1-17 281 msnm                     | bé cultural d'interès local                          | Façana del riu del barri de Sant Jaume      | Modifica les dades a Wikidata |
|        | forn de Can Torres                          | Súria          | forn de calç                                            | Estil: arquitectura popular 19th century                                      | 41° 48′ 39″ N, 1° 45′ 20″ E / 41.810835°N,1.755543°E ca:A tocar de la pista a can Torres 310 msnm           | bé cultural d'interès local                          | Forn de Can Torres                          | Modifica les dades a Wikidata |
|        | forn de les Guixeres                        | Súria          | forn de guix                                            | Estil: arquitectura popular 11st century                                      | 41° 50′ 08″ N, 1° 46′ 21″ E / 41.835536°N,1.772398°E ca:Les Guixeres, polígon 4, parcel·la 49 350 msnm      | bé cultural d'interès local                          | Forn de les Guixeres                        | Modifica les dades a Wikidata |
|        | forn del Cortés del Pi                      | Súria          |                                                         |                                                                               | 41° 51′ 39″ N, 1° 46′ 03″ E / 41.8607225°N,1.7675275°E ca:Camí rural des del Cortés del Pi                  |                                                      |                                             | Modifica les dades a Wikidata |
|        | pont de Cal Nenus                           | Súria          | viaducte pont                                           | 1923 Hi passa: línia Manresa-Súria Estat: bon estat Llarg: 121.84m Alt: 30.9m | 41° 48′ 17″ N, 1° 45′ 55″ E / 41.804612°N,1.765249°E ca:Sobre la riera de Bogadella 292 msnm                | bé cultural d'interès local                          | Pont de Cal Nenus                           | Modifica les dades a Wikidata |
|        | portal Cardona, portal Manresa i el Casinet | Súria          | porta de ciutat                                         | 18th century                                                                  | 41° 50′ 05″ N, 1° 45′ 04″ E / 41.834776°N,1.751193°E ca:C. Major, 14-16, 21 - c. Sant Sebastià, 45 320 msnm | bé cultural d'interès local                          | Portal Cardona, Portal Manresa i El Casinet | Modifica les dades a Wikidata |